# Асоцијација (заједница)
Виши степен организације од популације у популационој биологији (синекологији) зове се асоцијација или ценоза. Према класификацији распореда животних заједница, изнад асоцијације се налази биоценоза која се састоји од више међусобно усклађених заједница популације биљака (фитоценоза) и животиња (зооценоза) које живе на станишту (биотоп), и заједно са његовим абиотичким факторима формирају екосистем, најсложенију организациону форму.

## Дефиниција
Асоцијација (лат. Associatio = комбинација) је еколошки термин. Реч су први креирали Александар фон Хумболт и Еме Бопланд 1805. године. Понекад се за исти концепт користи и израз ценоза, то јест код биљака фитоценоза а код животиња зооценоза.

## Популације и асоцијације
Асоцијација је заједница популација које живе заједно, и то тако да се састав заједнице систематски понавља са подручја на подручје. Развојем екологије постепено је откривена и описана законитост у распореду станишта и популација унутар заједница. Типична форма асоцијације или карактерна заједница настаје под утицајем услова станишта и интеракције организама. Везу између врста одликује не само различито коришћење ресурса станишта, већ и борба за најповољније место у станишту (компетиција).
Различити организми или деле ресурсе екосистема (коегзистирају) или се такмиче за њих. Равнотежа та два фактора (коегзистенција и борба) има своје законитости, које утичу на формирање асоцијација.

## Структура асоцијација
Асоцијација је заједница разних врста биљних и животињских популација које живе у партнерству. Према класификацији у екологији, налази се испод организационог нивоа биоценозе, коју асоцијације образују заједно са стаништем.
Биљне популације формирају биљне заједнице (фитоценозе), а популације животиња животињске (зооценоза). Карактерни изглед – пејзаж – једног предела зависи од биљног покривача а унутар њега од биљних заједница (асоцијација), тако да је један од најважнијих предеоних елемената како у дивљој природи тако у човековој средини. И биоми се састоје од биљних заједница. Неки биоми су једноставни, као на пример пустиња, док су други изузетно сложени, као на пример биоми шумских заједница. На свако грубо мешање у структуру заједнице и на свако ометање природа (а тако и асоцијација) одговара променом у разноликости (види: бидиверзитет). Типично, свака непогодна и вештачка спољња интервенција на асоцијацију руши њену структуру, и доводи до смањења броја врста у њој, значи заједница постаје сиромашнија из погледа биолошке разноврсности.
Вертикални распоред популација у простору утиче на развиће слојева (стратума) карактеристичних за ту заједницу. Тај елемент асоцијација потиче од различите висине биљака и различитих еколошких потреба биљних и животињских популација. Највише нивоа има шумска заједница (крошња, жбуње и приземни слој).
Као и код биљака, и популације животиња, гљива па чак и микроорганизама формирају слојеве у зависности од најадекватније међусобне организиције. Један од елемената који највише утиче на стратификацију је конкуренција за светлост и као резултат тога популације се и хоризонтално организују у јасно раздвојене целине.

## Подела асоцијација
Унутар заједница препознајемо мање или веће јединице:
- субасоцијација
- фацијес; својом бројношћу доминантна врста унутар станишта
- синузијум; заједница јединки исте животне форме (на пример заједница разних врста маховина на трулом срушеном деблу)

Асоцијације се групишу у веће целине:
- група; флористички или фаунистички сродна заједница
- серија; група сродних асоцијација
- разред; група серија
- дивизија; заједно са заједницама животиња (зооценозама) образује највиши слој организације – биом.

## Фитоценологија
Грана екологије коју називамо фитоценологија бави се законитостима флоре. Подела флоре је веома сложена, пошто је она основа свих станишта (види: биљна заједница).
Код ценолошких процена користе се аналитичке вредности, и из њих изведене синтетичке вредности биљних заједница.

#### Аналитичке:
- бројност јединки (абунданција)
- покривање (доминанција)
- степен удруживања (социјабилитет)
- одрживост (виталитет)

#### Синтетичке
- стабилност (констанција)
- верност (фиделитет)

## Промене у заједницама
Иако су здраве асоцијације самоодрживе, у њима се структура партнерства временом динамично мења. Те промене могу бити повремене и периодичне, или једнократан процес.
Током периодичних промена (које називамо и аспектима) структура партнерства се суштински не мења. Такве су на пример сезонске промене у листопадним шумама. Слично томе, могу се успешно пратити и промене у разним животињским заједницама (нпр. у колонијама птица формираним око језера).
Међутим, код појединачних прогресивних промена асоцијација губи свој првобитни карактер и постепено бива замењена другом заједницом. Преображење заједнице у неку другу која се развија називамо сукцесијом. Као пример тога може се навести еутрофикација, или пуњење једног језера биомасом. Након затварања водене површине на месту бившег језера се полако појављују заједнице жбунака врбе и шума. Те приомене прати и миграција животиња. Полако се ту развија нова, такозвана пионирска заједница. Теком времена веза између популација заједнице постаје ближа. Низови заједница се мењају током промена све док не настане најстабилнија асоцијација која затвара сукцесију.